# Es ist eine alte Geschichte
Es ist eine alte Geschichte ist ein deutscher Spielfilm aus dem DEFA-Studio für Spielfilme von Lothar Warneke aus dem Jahr 1972. Der Filmtitel zitiert die Anfangszeile des dritten und abschließenden Verses aus einem bekannten Gedicht von Heinrich Heine.

## Handlung
Nach Aussage des Regisseurs erzählt der Film eigentlich keine Geschichte wie man sie im Kino gewöhnt ist, er deutet nur eine an. Hier werden einzelne Episoden aus dem Leben von Medizinstudenten gezeigt, die fast einen dokumentarischen Charakter haben, aber manchmal recht zusammenhanglos wirken. In einer Szene fällt der Satz: „Wieder so ein Film ohne richtige Handlung und ohne Sex“, was man auch auf diesen Film beziehen kann.
Der Film beginnt auf dem Dach eines Leipziger Studentenwohnheims, auf dem Udo seinem Frühsport nachgeht, während die Kamera einen Schwenk über die Dächer der Stadt vollzieht. Dann geht er in seine Stube zurück, weckt seine drei nicht Medizin studierenden Mitbewohner und geht sich waschen, wobei er schnell noch einmal den Lehrstoff wiederholt. Da er und sein Kommilitone Tommy spät dran sind, springen sie über ein Absperrgitter, rennen quer über eine Kreuzung und werden deshalb von einem Verkehrspolizisten aufgehalten, was ebenfalls noch Zeit kostet und erreichen trotzdem noch pünktlich ihre Vorlesung in der Universität. Nach der Vorlesung Dr. Lindenhagens geht es noch gemeinsam in den Anatomieraum zum Sezieren. Am Abend treffen sich die Studenten zum Tanz mit Live-Musik, bei dem es zu einer Annäherung von Tommy und Tini, ebenfalls eine Medizinstudentin aus dem gleichen Studienjahr, kommt. Gemeinsam verlassen sie vorzeitig den Saal.
An einem der nächsten Tage geht Udo in eine Fachbuchhandlung um einige Bücher zu bestellen und trifft dabei auf Tini, die für ihren Vater mehrere Bücher abholt. Unter denen ist auch eines, das Udo interessiert und das er dann von Tini überlassen bekommt, da es Zurzeit nicht am Lager ist, wobei sie sich das erste Mal tief in die Augen sehen. Bei einem Spaziergang Tinis mit Udo und Tommy flirtet sie mit beiden, ohne einen besonders zu bevorzugen, obwohl sie sich meistens in Tommys Armen befindet. Einige Tage später unternehmen Udo und Tini einen Ausflug mit einem Segelboot, welches dabei kentert. Bis sie abgeholt werden und das Boot in den Hafen geschleppt werden kann, komm es zu einer längeren Unterhaltung zwischen den beiden. 
Dass Udo am nächsten Tag in der Mensa die ganze Zeit Tommy und Tini beobachtet, die an einem anderen Tisch sitzen, fällt nur der etwas älteren Kommilitonin Britta auf, die bereits ein Studium als Schauspielerin hinter sich hat und nun ein neues Ziel verfolgt, da der Beruf sie nicht befriedigt, was aber mehr an den Filmen liegt. Da eine Vorlesung ausfällt, geht die Gruppe, zu der auch noch Dörte, Gisa, Herbert und Roland gehören, durch Leipzig spazieren. Während sie sich noch fragen, wo sich ihre ältliche Kommilitonin befindet, sehen sie an einem Kino die Werbung für den DEFA-Film Wie heiratet man einen König?. Auf den Fotos erkennen sie Britta, wundern sich, dass keiner von ihnen weiß, dass sie ursprünglich Schauspielerin war und sehen sich den Film an. Udo, der hinter Tini sitz, streichelt sie vorsichtig, was sie sich auch sichtlich gefallen lässt, obwohl Tommy neben ihr sitzt, mit dem sie jetzt fast jeden Tag verbringt. Als sie ein paar Tage später alle eine Party feiern, gibt Tommy bekannt, dass er und Tini heiraten wollen.
Udo ist völlig durcheinander, ihm geht Tini nicht aus dem Kopf. Erst bleibt er ein paar Tage im Bett liegen und ist dann völlig verschwunden, ohne sich irgendwo abzumelden. Auch als seine Studiengruppe eine Wohnung für Tini und Tommy renoviert ist er nicht dabei, aber beim anschließenden Torte essen in einem Café wird viel über ihn geredet und vermutet. Doch Udo ist zur Ostsee getrampt und denkt über seine Zukunft nach. Nach mehreren Tagen erscheint, mitten in einer Vorlesung, plötzlich Udo wieder. Anschließend wartet er vor der Universität auf Tini, gemeinsam gehen sie im Zoo Leipzig in das Aquarium. Zur gleichen Zeit trägt Britta in einem Veteranenklub einige Gedichte vor. Zum Abschluss bedankt sich die Leiterin mit den Worten: „Das war Kunst und trotzdem schön“.
Bei einem Schwimmwettkampf gesteht Tommy seinem Kommilitonen Udo, dass er merkt, wie dieser hinter Tini her ist und beide versuchen sich auszusprechen, ohne sich zu streiten. Tini, die beide beobachtet, sagt der neben ihr sitzenden Britta, dass sie sicherlich bei keinem von ihnen bleiben wird. Nach einer Tanzveranstaltung geht die Gruppe noch ein Stück gemeinsam, bis sie sich trennen. Udo und Tommy nehmen Tini in die Mitte und verschwinden durch die Mädlerpassage in die Nacht.

## Produktion
Der Filmtitel stammt aus dem Gedicht Ein Jüngling liebt ein Mädchen von Heinrich Heine, welches auch in einer Szene von Cox Habbema vorgetragen wird. Es ist eine alte Geschichte wurde unter dem Arbeitstitel Fis-Moll von der Künstlerischen Arbeitsgruppe „Roter Kreis“ als Schwarzweißfilm gedreht und hatte seine Uraufführung am 22. September 1972 im Berliner Kino Babylon. Am 24. Februar 1975 wurde er im 1. Programm des Fernsehens der DDR gezeigt.
Die Dramaturgie lag in den Händen von Christel Gräf und das Szenarium stammt von Hannes Hüttner. Die Musik stammt von der Uve Schikora Combo, die auch in zwei Szenen zu sehen ist.

## Kritik
In der Neuen Zeit meinte Michael Hanisch, dass der Film eine Verharmlosung der Realität nicht ganz vermeiden konnte. Doch überwiegt die sympathische, wahrhaftige Darstellung des Alltags in der DDR.

In der Berliner Zeitung findet Günter Sobe:

„Der Film wirbt um Verständnis für junge Menschen, für ihr allzu salopp erscheinendes Benehmen, er will zeigen, daß sie darüber doch größere Zusammenhänge des Lebens sehen, erfassen. Sich mit ihnen auseinandersetzen, auch wenn sie kein großes Aufsehen davon machen.“

Im Lexikon des internationalen Films steht:

„Beachtliche, moderne DEFA-Produktion über die vielgestaltige Suche junger Menschen nach dem Sinn des Lebens und nach Selbstverwirklichung. Dokumentarisch inszeniert, mit zahlreichen improvisiert wirkenden Szenen, sichtlich vom Cinéma verité beeinflusst.“